# Groundstroke
Een groundstroke, ook wel stroke genoemd, is in het tennis een lange slag, die als het ware het hele speelveld bestrijkt. De slag kan zowel als forehand of als backhand worden uitgevoerd. Een groundstroke wordt geslagen nadat de bal heeft gebotst. De slag wordt uitgevoerd van achteraan in het terrein, nabij de baseline.
Een speler die groundstrokes frequent als strategie gebruikt, wordt een baseliner genoemd, in tegenstelling tot volleyers die verkiezen om volleys te slaan van dicht bij het net.
Er zijn verschillende factoren die een goede groundstroke kenmerken. Zo kan een groundstroke zowel met topspin als onderspin geslagen worden. Beide kunnen effectief zijn, afhankelijk van onder meer de sterktes en zwaktes van de tegenstander. Een goede groundstroke kenmerkt zich door de diepte (hoe dicht de bal landt bij de baseline van de tegenstander), snelheid, pace (hoe de bal zich gedraagt na de bots aan de kant van de tegenstander), traject en plaatsing. Een goede groundstroke is een slag die bovenstaande factoren op een dusdanige manier weet te combineren dat het voor de tegenstander moeilijk of onmogelijk is de bal terug te slaan. Een bal die dicht bij de baseline en in de hoek van het speelveld landt, voldoet hier vaak aan.

## Spelers gekend om hun goede groundstrokes
Onderstaande spelers staan bekend om hun goede groundstrokes.
Bij de mannen:
- Björn Borg
- Jimmy Connors
- Guillermo Vilas
- Ivan Lendl
- Stefan Edberg
- Andre Agassi
- Pete Sampras
- Lleyton Hewitt
- Marat Safin
- Carlos Moyá
- David Nalbandian
- Rafael Nadal
- Roger Federer
- Novak Đoković
- Fernando González
- Richard Gasquet
- Jo-Wilfried Tsonga
- Robin Söderling
- Gustavo Kuerten
- Juan Martín del Potro
- Andy Murray
- Marsel İlhan

Bij de vrouwen:
- Chris Evert
- Monica Seles
- Steffi Graf
- Jennifer Capriati
- Lindsay Davenport
- Venus Williams
- Serena Williams
- Justine Henin
- Kim Clijsters
- Jelena Dementjeva
- Maria Sjarapova
- Petra Kvitová